# Хаген, Теус
Теус Хаген (англ. Teus Hagen; род. 6 октября 1945) — нидерландский пионер Интернета.

## Биография
Родился 6 октября 1945 года в голландском городе Вийнджетерп.
Свою профессиональную карьеру начал в компьютерной лаборатории Математического центра, где проработал с 1975 по 1985 год. Позже создал голландскую и европейскую группы пользователей Unix — NLUUG (в 1978 году) и EUUG (в 1983 году). Будучи председателем EUUG, Хаген стал сооснователем в 1982 году Европейской сети EUnet, ставшей первой общедоступной глобальной сетью в Европе.
В 1983 году продолжил свою деятельность в Калифорнийском университете в Беркли, где занимался протоколом TCP/IP. С 1992 по 2008 год Хаген был председателем и директором NLnet и помог этой организации стать первым голландским интернет-провайдером. С 2004 года Теус Хаген начал работать в центре сертификации CAcert, где в 2008 году занимал должность члена правления, а в 2008 году стал почётным президентом и вышел на пенсию. В настоящее время является активным защитником окружающей среды.
В 2013 году Хаген был признан NLUUG за свой вклад в Open Source и удостоен звания «Global Connector» Зала славы Интернета, став одним из четырёх голландцев, включенных в этот Зал славы.